# Hadena ciniva
Hadena ciniva là một loài bướm đêm trong họ Noctuidae.